# Fast 20XX
El FAST 20XX (Future high-Altitude high-Speed Transport 20XX) és un programa de l'Agència Espacial Europea (ESA) per desenvolupar les tecnologies necessàries per a un avió espacial suborbital hipersònic. El finançament del programa es va establir en el marc del European Commission's Seventh Framework Programme.

## Descripció
El programa FAST 20XX es destina a proporcionar una base tecnològica per a la introducció industrial d'un avió suborbital hipersònic avançat de mitjà a llarg termini. No hi ha cap disseny detallat del vehicle que estigui prevista en el marc del programa en la seva forma actual, el treball se centra en el domini de les tecnologies necessàries per al desenvolupament d'aquests dissenys. Quan les tecnologies que es necessiten són identificades, els investigadors planegen desenvolupar les eines específiques d'anàlisi, numèric i experimental necessaris per investigar-ho. El projecte també analitzarà els aspectes legals i reglamentaris relacionats amb el vol suborbital en consulta amb el govern i les autoritats internacionals.
Hi ha dos conceptes que se centren en el marc del programa. El primer, ALPHA, es basa en el SpaceShipOne, que va guanyar el Ansari X-Prize en el 2003. Un aspecte clau del disseny és la necessitat d'un pla de suport per llançar el vehicle suborbital. El segon disseny per analitzar es basa en el concepte del SpaceLiner del German Aerospace Center. El SpaceLiner és un vehicle totalment propulsada per coet destinat a aconseguir un viatge de ritme ultra-ràpid de llarga distància per a passatgers i transport de mercaderies, amb la intenció de transportar 50 passatgers d'Austràlia a Europa en 90 minuts.